# Alveston, Warwickshire
Alveston är en by i civil parish Stratford-upon-Avon, i distriktet Stratford-on-Avon, i grevskapet Warwickshire i England. Byn är belägen 10 km från Warwick. Alveston var en civil parish fram till 1974 när blev den en del av Stratford-upon-Avon. Civil parish hade 2 659 invånare år 1951. Byn nämndes i Domedagsboken (Domesday Book) år 1086, och kallades då Alvestone.